# Юлдибаєвська сільська рада
Юлдиба́євська сільська рада (рос. Юлдыбаевский сельский совет) — муніципальне утворення у складі Зілаїрського району Башкортостану, Росія. Адміністративний центр — село Юлдибаєво.

## Населення
Населення — 2008 осіб (2019, 2034 в 2010, 2359 в 2002).

## Склад
До складу поселення входять такі населені пункти:
| Населений пункт         | Населення, осіб (2002) | Населення, осіб (2010) |
| ----------------------- | ---------------------- | ---------------------- |
| Вознесенський, хутір    | 16                     | 17                     |
| Воскресенське, село     | 188                    | 159                    |
| Малоюлдибаєво, присілок | 245                    | 208                    |
| Юлдибаєво, село         | 1910                   | 1650                   |